# Plagionotus marcae
Plagionotus marcae är en skalbaggsart som beskrevs av López-colón 1997. Plagionotus marcae ingår i släktet Plagionotus och familjen långhorningar. Inga underarter finns listade i Catalogue of Life.